# Pardosa ghourbanda
Pardosa ghourbanda là một loài nhện trong họ Lycosidae.
Loài này thuộc chi Pardosa. Pardosa ghourbanda được Carl Friedrich Roewer miêu tả năm 1960.